# Island Victory
Die Island Victory ist ein Mehrzweckarbeitsschiff, das auch als Ankerziehschlepper eingesetzt werden kann und mit 477 Tonnen den derzeit (Stand Oktober 2024) weltweit größten Pfahlzug hat.

## Allgemeines
Das Schiff wurde mit der Typbezeichnung UT 797 CX von Kongsberg Maritime entworfen und bei der VARD-Gruppe am 23. Mai 2014 in Auftrag gegeben. Die Kiellegung am 28. November 2014 und der Stapellauf am 24. Februar 2017 der Baunummer 831 erfolgten im rumänischen Tulcea. Anschließend wurde der Schiffsrumpf nach Norwegen geschleppt und in Brevik ausgerüstet und fertiggestellt. Am 7. Februar 2020 wurde die Island Victory an die in Ulsteinvik ansässige Reederei Island Offshore Management AS übergeben.

## Technische Daten
Die 123,40 Meter lange und 25 Meter breite Island Victory ist mit 11.387 BRZ und 3.417 NRZ vermessen. Das Schiff mit der Eisklasse 1A kann sich dynamisch positionieren.

## Ausstattung
Das vom DNV als Multi purpose offshore vessel klassifizierte und von der Reederei als Deep Water Installation Vessel bezeichnete Schiff ist für die Aufgabe als Ankerziehschlepper und für vielseitige Arbeiten an Offshorebauwerken ausgestattet:
- zwei Schiffskrane, je nach Ausladung mit max. 250 t und max. 12 t
- ein 8,0 × 7,2 m großer Moonpool
- zwei ferngesteuerte Unterwasserfahrzeuge für bis zu 4000 m Wassertiefe
- ein Hubschrauberlandedeck
- Unterkunft für 110 Personen